# Кандеяш, Даниэл
Даниэл Жуан Сантуш Кандеяш (порт. Daniel João Santos Candeias; 25 февраля 1988 года, Форнуш-ди-Алгодриш) — португальский футболист, играющий на позиции полузащитника за клуб «Генчлербирлиги».

## Клубная карьера
Даниэл Кандеяш — воспитанник футбольного клуба «Порту». Сезон 2007/08  он провёл на правах аренды выступая за «Варзим» в Сегунде. 16 августа 2008 года Кандеяш дебютировал на высшем уровне, выйдя на замену в Суперкубке Португалии 2008. Проведя за «Порту» несколько игр он в начале 2009 года на правах аренды перешёл в «Риу Аве». Далее Кандеяш на тех же правах играл за испанский «Рекреативо» в Сегунде и португальский «Пасуш де Феррейра». 9 мая 2010 года Кандеяш забил свой первый гол в Примейре, выведя свою команду вперёд в домашней игре с «Ольяненсе».
Летом 2010 года Кандеяш подписал контракт с португальским клубом «Насьонал», а через месяц был отдан в аренду команде Примейры «Портимоненсе», где отыграл сезон 2010/11. После его окончания он вернулся в «Насьонал», за который выступал следующие 3 года и забивал в среднем 5 мячей в официальных матчах за сезон, в том числе «Порту», «Бенфике», лиссабонскому «Спортингу» и дважды в дерби с «Маритиму».
В начале июля 2014 года Кандеяш заключил соглашение с «Бенфикой» и вскоре был отдан в аренду клубу немецкой Второй Бундеслиги «Нюрнберг», а в январе 2015 года — испанской «Гранаде». Сезон 2015/16 Кандеяш, также будучи в аренде, провёл во французской Лиге 2 за «Мец». Летом 2016 года он на тех же правах перешёл в «Аланьяспор», новичка турецкой Суперлиги.
11 июня 2017 года Кандеяш присоединился к шотландскому клубу «Рейнджерс», заключив контракт на два года. 22 июля 2019 года Кандеяш подписал двухлетний контракт с турецким клубом «Генчлербирлиги».